# Ніцан Горовіц
Ніцан Горовіц (івр. ניצן הורוביץ, нар. 24 лютого 1965, Ізраїль) — ізраїльський журналіст, міжнародний аналітик, документальний режисер і політик.
Протягом двох каденцій був членом кнесету від партії Мерец. Веде колонку в газеті «Га-Арец», коментатор 10-го ізраїльського каналу, веде щотижневу передачу на Ґалей Цагаль.
У 2013 році був кандидатом у мери Тель-Авіва, але програв, набравши 40 % голосів. Партія Мерец, лідером якої він був, стала найбільшою партією у місцевій раді Тель-Авіва.
У 2009 році заснував рух Вільний Ізраїль за плюралізм і проти релігійного диктату; з 2018 року є її головою на добровільних засадах. Протягом багатьох років був у правлінні асоціації за права людини, працював в екологічних організаціях. Отримав премію «Прат» за журналістську роботу у сфері екології.
За освітою — адвокат.

## Особисте життя
Горовіц був першим відкритим геєм, лідером партії в Ізраїлі. Він мешкає в Тель-Авіві зі своїм партнером.